# Manning Award
Il Manning Award, assegnato per la prima volta nel 2004, premia il miglior quarterback nel football universitario. Deve il suo nome all'ex quarterback di Ole Miss, membro della College Football Hall of Fame, Archie Manning e ai suoi figli, entrambi quarterback, Peyton, membro della Pro Football Hall of Fame e vincitore di due Super Bowl, ed Eli, vincitore di altri due Super Bowl. Si tratta dell'unico premio al miglior quarterback che include le prestazioni dei candidati nei bowl di fine stagione. Deshaun Watson è l'unico giocatore ad avere vinto il premio per due volte.

## Albo d'oro
| Anno | Vincitore          | College        | Nota  |
| ---- | ------------------ | -------------- | ----- |
| 2004 | Matt Leinart       | USC            | [ 1 ] |
| 2005 | Vince Young        | Texas          | [ 1 ] |
| 2006 | JaMarcus Russell   | LSU            | [ 1 ] |
| 2007 | Matt Ryan          | Boston College | [ 1 ] |
| 2008 | Tim Tebow          | Florida        | [ 1 ] |
| 2009 | Colt McCoy         | Texas (2)      | [ 1 ] |
| 2010 | Cam Newton         | Auburn         | [ 1 ] |
| 2011 | Robert Griffin III | Baylor         | [ 1 ] |
| 2012 | Johnny Manziel     | Texas A&M      | [ 1 ] |
| 2013 | Jameis Winston     | Florida State  | [ 1 ] |
| 2014 | Marcus Mariota     | Oregon         | [ 1 ] |
| 2015 | Deshaun Watson     | Clemson        | [ 1 ] |
| 2016 | Deshaun Watson (2) | Clemson (2)    | [ 1 ] |
| 2017 | Baker Mayfield     | Oklahoma       | [ 1 ] |
| 2018 | Kyler Murray       | Oklahoma (2)   | [ 1 ] |
| 2019 | Joe Burrow         | LSU (2)        | [ 2 ] |
| 2020 | Mac Jones          | Alabama        | [ 3 ] |
| 2021 | Bryce Young        | Alabama (2)    | [ 1 ] |
| 2022 | Stetson Bennett    | Georgia        | [ 1 ] |
| 2023 | Jayden Daniels     | LSU (3)        | [ 4 ] |